# بوشيني شبكي
بوشيني شبكي (الاسم العلمي: Puccinia reticulata) هو نوع من الفطريات يتبع جنس البوشيني من فصيلة البوشينية.